# Amerindis dels Boscos orientals
Els amerindis dels Boscos Orientals és una àrea cultural dels pobles indígenes d'Amèrica. Els Boscos Orientals s'estenen aproximadament des de l'oceà Atlàntic a les Grans Planes orientals, i de la Regió dels Grans Llacs al Golf de Mèxic, en el que és actualment l'orient dels Estats Units i el Canadà. L'àrea cultural dels amerindis de les planures és a l'oest; i l'àrea de les tribus del Subàrtic al nord.